# Тшанов, Амалбек Козыбакович
Амалбек Козыбакович Тшанов (каз. Амалбек Қозыбақұлы Тшанов; род. 4 апреля 1943, село Советское, Ленгерский район, Южно-Казахстанская область, Казахская ССР) — бывший аким города Шымкента Южно-Казахстанской области.
Происходит из рода жаныс племени дулат.

## Образование
В 1979 году окончил Казахский химико-технологический институт, получив специальности «инженер-механик» и «инженер-строитель-технолог».

## Трудовая деятельность
- Лаборант средней школы села Советское Толебийского района Чимкентской области (1958—1960);
- Слесарь угольного цеха Чимкентского цементного завода (1961);
- Инженер, главный инженер на предприятиях бытового обслуживания Чимкентской области (1967—1969);
- Прораб, мастер, диспетчер, главный технолог; директор силикатно-бетонного завода, главный технолог Чардаринского треста «Промстройматериалы» (1969—1980);
- Главный инженер, управляющий трестом «Югстройконструкция» (1980—1988);
- Доверенное лицо Н. А. Назарбаева на президентских выборах 1991 г. по Чимкентской области;
- Генеральный директор ПО «Югстройконструкция» (1988—1992);
- Глава Шымкентской городской администрации (февраль 1992-март 1994);
- Заместитель Председателя Комитета Верховного Совета Республики Казахстан по промышленности, энергетике, транспорту и связи (апрель 1994-октябрь 1994);
- Министр строительства, жилья и застройки территорий Республики Казахстан (октябрь 1994-октябрь 1995);
- Член ЦК Демократической партии Казахстана (1995—1999);
- Аким Жамбылской области (октябрь 1997-январь 1998);
- Советник фирмы «Адис» (1998—1999);
- Депутат Мажилиса Парламента Республики Казахстан второго созыва (1999—2004);
- Член президиума Центрального совета ДПК «Ак Жол» (ноябрь 2003-март 2005)
- Член Комитета по международным делам, обороне и безопасности (03 октября 2004-20 июня 2007);
- Директор Республиканского колледжа спорта (с 2008 года);
- Член политсовета ОСДП «Азат» (с октября 2009).

## Научная деятельность

### Научные звания
- Кандидат технических наук, тема диссертации: «Применение отходов масложирового комбината как пластифицирующей добавки для производства сборного железобетона» (1999);
- Доцент по специальности педагогика (2010);
- Доктор педагогических наук (2011).

### Научные труды
- Автор ряда публикаций в прессе.

## Награды и звания
- Медаль «20 лет Астане» (2018)[4].
- Орден Знак Почёта;
- Орден Курмет;
- Орден Парасат;
- Юбилейная медаль «Манас-1000» (25 октября 1995 года, Кыргызстан) — за большой вклад в укрепление дружбы и сотрудничества между кыргызским и казахским народами, пропаганду идей эпоса «Манас»[5];
- Почётный знак «За заслуги в развитии физической культуры, спорта и туризма» (27 марта 2017 года, Межпарламентская ассамблея СНГ) — за значительный вклад в развитие физической культуры, спорта и туризма в государствах — участниках Содружества Независимых Государств, реализацию идей сотрудничества в сфере физической культуры, спорта и туризма[6];
- Академик Петровской академии наук и искусств;
- Почетный член Национальной академии наук РК (2014);
- Почетный гражданин г. Шымкента и Южно-Казахстанской области;
- Полковник запаса.

## Семья
- Бывшая жена: Бектаева Атира Турсуналиевна (1946 г.р.);
- Дети: дочери — Жанар (1974 г.р.), Салтанат (1976 г.р.), сыновья — Нургали (1980—2003), Нурдаулет (1997 г.р.), Нурали (2007 г.р.), 4 внука и внучка.